# Duško Savanović
Duško Savanović (Zagreb, 5. rujna 1983.), srbijanski košarkaš koji igra na poziciji krilnog centra, trenutno član španjolskog kluba Valencia BC i srbijanske reprezentacije s kojom je osvojio četvrto mjesto na SP 2010. 